# Gedea unguiformis
Gedea unguiformis är en spindelart som beskrevs av Xiao X., Yin C. 1991. Gedea unguiformis ingår i släktet Gedea och familjen hoppspindlar. Inga underarter finns listade i Catalogue of Life.